# Garlstorf
Garlstorf est une municipalité allemande du land de Basse-Saxe, située dans l'arrondissement de Harburg.